# Storm Windows
Storm Windows è un album di John Prine, pubblicato dalla Asylum Records nell'agosto del 1980.

## Tracce
Lato A
1. Shop Talk – 3:12 (John Prine, John Burns)
2. Living in the Future – 3:26 (John Prine)
3. It's Happening to You – 2:16 (John Prine, John Burns)
4. Sleepy Eyed Boy – 2:53 (John Prine)
5. All Night Blues – 2:43 (Ava Aldridge, Cindy Richardson)

Durata totale: 14:30
Lato B
1. Just Wanna Be with You – 3:06 (John Prine)
2. Storm Windows – 5:04 (John Prine)
3. Baby Ruth – 3:07 (John D. Wyker)
4. One Red Rose – 3:16 (John Prine)
5. I Had a Dream – 3:32 (John Prine)

Durata totale: 18:05

## Musicisti
- John Prine - voce, chitarra ritmica, chitarra elettrica, chitarra acustica
- John Burns - chitarra elettrica solista, chitarra acustica, armonie vocali
- Leo LeBlanc - chitarra steel
- Bob Hoban - pianoforte acustico, pianoforte elettrico, organo, fiddle, mandolino, accompagnamento vocale
- Tom Piekarski - basso, accompagnamento vocale, coro
- Angie Varias - batteria

Musicisti aggiunti
- Wayne Perkins - chitarra ritmica elettrica (brano: Just Wanna Be with You)
- Barry Beckett - pianoforte acustico (brano: Storm Windows)
- Rachel Peer - armonie vocali (brani: It's Happening to You e One Red Rose)

Note aggiuntive
- Barry Beckett - produttore
- Dick Cooper - assistente alla produzione
- Registrazioni (e mixaggio) effettuate al Muscle Shoals Sound Studios di Sheffield, Alabama
- Gregg Hamm - ingegnere del suono, mixaggio
- Steve Melton - ingegnere del suono (aggiunto)
- Mary Beth McLemore - assistente ingegnere del suono